# Markus Spillmann
Markus Spillmann (* 5. Oktober 1967 in Basel) ist ein Schweizer Journalist, Medienmanager und Unternehmer. Er war von 2006 bis Ende 2014 Chefredaktor der Neuen Zürcher Zeitung (NZZ) und Leiter Publizistik der NZZ AG.

## Leben
Spillmann studierte an den Universitäten Basel und Zürich Geschichte, Politische Wissenschaften und Volkswirtschaftslehre. Er schloss sein Studium mit einer Arbeit über Komplexe Interdependenzen in den Internationalen Beziehungen bei Dieter Ruloff ab. Während des Studiums war er als Werkstudent bei einer Schweizer Grossbank im Bereich der politischen und ökonomischen Länderrisikoanalyse beschäftigt. 2008 absolvierte er an der Graduate School for Business der Stanford University eine Executive-Management-Ausbildung und 2015 an der Swiss Board School eine Weiterbildung in Corporate Governance für Verwaltungsräte.
Nach einer Assistenztätigkeit an der Universität Zürich wurde Spillmann 1995 Inlandredaktor beim Badener Tagblatt. Im selben Jahr noch wechselte er als Auslandredaktor zur NZZ. Ab Frühjahr 2002 leitete er bei der neu lancierten NZZ am Sonntag das Ressort International und war Stellvertreter des Chefredaktors. Auf April 2006 wurde er vom Verwaltungsrat der AG für die Neue Zürcher Zeitung zum Chefredaktor der Neuen Zürcher Zeitung und Leiter Publizistik NZZ als Nachfolger von Hugo Bütler ernannt. Im Dezember 2014 wurde sein Rücktritt auf Ende des Jahres bekanntgegeben, nachdem er sich mit dem Verwaltungsrat in zentralen Fragen zur publizistischen Strategie nicht hatte einigen können. Als Journalist war Spillmann u. a. als Korrespondent a. i. in Grossbritannien tätig und unternahm Recherchereisen in Kriegs- und Krisengebiete, u. a. in Irak, im Gaza-Streifen, Westjordanland, in Afghanistan, Pakistan, Sri Lanka, Kosovo und Bosnien. Von 2007 bis 2014 moderierte er zusammen mit Marco Färber im Programm des Schweizer Fernsehens die Gesprächssendung «NZZ Standpunkte – Zwei Journalisten, ein Gast». Nach seinem Rücktritt war Spillmann als Kolumnist in der SonntagsZeitung tätig.
Mitte 2015 gründete er seine inhabergeführte Beratungsfirma Spillmann Publizistik Strategie Management GmbH mit Sitz in Zürich, die sich auf die Begleitung von Führungspersönlichkeiten, Gremien, Organisationen und Unternehmen in exponierten Situationen konzentriert sowie in den Bereichen der Strategieentwicklung und des Change Management tätig ist. Seit Oktober 2015 ist Spillmann mit seiner Firma Partner bei der Beratungsgemeinschaft KMES Partner in Zürich.
Als Lehrbeauftragter unterrichtet er an in- und ausländischen Hochschulen zu Medienökonomie, Redaktionsmanagement sowie Journalismus und moderiert regelmässig Gesprächsrunden und Konferenzen.
Seit 2016 ist er Mitglied der Eidgenössischen Medienkommission (EMEK). Spillmann war von 2017 bis 2021 Stiftungsratspräsident des Schweizer Presserates. Er ist im Förderbeirat des Thinktanks StrategieDialog21. An der Jahreskonferenz des International Press Institute (IPI) in Abjua, Nigeria, wurde er 2018 zum Präsidenten der weltweit ältesten Nichtregierungsorganisation für Medienfreiheit und Sicherheit im Journalismus gewählt, der er seit 2007 angehört. Im Rahmen der statutarischen Amtszeitbeschränkung gab er den Vorsitz 2021 wieder ab.
Spillmann lebt in Zürich.